# 楊亮
楊 亮（よう りょう、生没年不詳）は、東晋の軍人。本貫は弘農郡華陰県。高祖父は楊修。曾祖父は楊囂。祖父は楊準。父は楊林。東晋の西部方面で戦い続け、勢力拡大に貢献した。

## 生涯
若い頃から後趙に仕え、滅亡後は後趙から独立した姚襄に仕えていた。
永和12年（356年）8月、自ら東晋の征西大将軍桓温の元へやってきて降伏を申し出た。
太和5年（370年）8月、隴西郡の人李高が成漢の皇帝李雄の子と偽り涪城を攻略、梁州刺史に任じられていた楊亮は城を追われた。
太和6年（371年）4月、前秦軍が鷲峡に至ると前仇池の君主楊纂が5万の兵を率いて迎撃した。楊亮は督護郭宝・卜靖に1千余騎を与え、楊纂の援護に遣わした。
寧康元年（373年）8月、楊亮は子の楊広を遣わして仇池に侵攻させた。楊広は前秦の梁州刺史楊安に敗れ、沮水周辺の諸城も次々に陥落された。これを恐れた楊亮は守りを固めた。
9月、前秦軍が梁州・益州に侵攻した。巴獠から1万余の兵で迎撃した。両軍は青谷で戦い、楊亮軍は敗れ、西城に退却して守りを固めた。
太元2年（377年）10月、諮議参軍に任じられていた楊亮は、江夏の守りに就いた。
太元8年（383年）5月、東晋軍は前秦に対し、多方面での攻勢を仕掛けた。輔国将軍に任じられていた楊亮は益州に侵攻、五城を攻略して将軍魏光を捕らえ、涪城へ進んだ。
6月、前秦の後将軍張蚝・歩兵校尉姚萇が涪城の救援に向かった。翌月、援軍の動きを知った楊亮は退却した。
太元9年（384年）5月、梁州刺史に任じられていた楊亮は、5万の兵を率いて益州に侵攻した。巴西郡太守費統に前鋒として水陸3万の兵を与え、自身は巴郡に屯した。
太元11年（386年）6月、西戎校尉・雍州刺史に任じられて、山陵に鎮した。
これ以降の事績は記されていない。

## 人物・逸話
- 貞幹な人物であると評されていた[1]。

- 姚襄に仕えた際、賓客の礼をもって遇された。桓温に降った際、姚襄の人物について問われ「姚襄の器量は神のようであり、孫策の輩である。その雄武はこれに勝るだろう」と評した。桓温は楊亮の言葉を重く受け止めた[2]。

## 家系

### 子女
- 楊広
- 楊佺期
- 楊思平